# Marie-Laure de Noailles

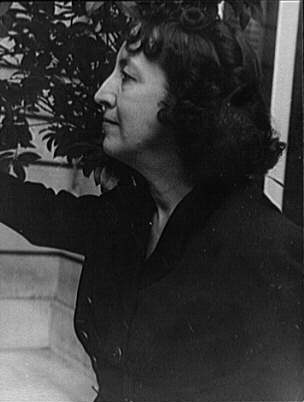
Carl Van Vechten: Porträt von Marie-Laure de Noailles, 1949

Marie-Laure, Vicomtesse de Noailles (* 31. Oktober 1902 in Paris; † 29. Januar 1970 ebenda) war eine französische Schriftstellerin, Dichterin und Malerin sowie Kunstsammlerin und Kunstmäzenin der Avantgarde.

## Leben

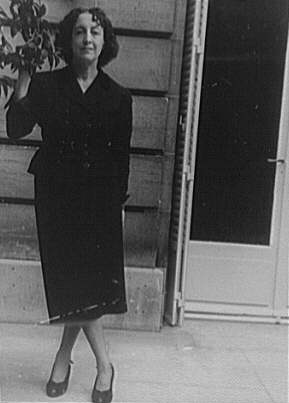
Carl Van Vechten: Porträt von Marie-Laure de Noailles, 1949

Marie-Laure Henriette Anne war das einzige Kind des belgisch-jüdischen Pariser Bankiers Maurice (Jonathan) Bischoffsheim und seiner Ehefrau Marie-Thérèse de Chevigné, Tochter des Comte Adhéaume de Chevigné und der Laure Marie Gabrielle de Sade. Nach dem frühen Tod ihres Vaters heiratete ihre Mutter den Dramatiker Francis de Croisset (1877–1937) und entdeckte durch ihn ihre Liebe zur Kunst. Sie nahm privaten Mal- und Zeichenunterricht bei Jean Cocteau, mit dem sie eine Liebesbeziehung unterhielt.
Am 9. Februar 1923 heiratete Marie-Laure Bischoffsheim in Paris den Adligen Arthur Anne Marie Charles, Vicomte de Noailles (1891–1981), der zweite Sohn von François de Noailles, Prince de Poix, und dessen Gattin Madeleine-Marie Dubois de Courval. Aus der gemeinsamen Verbindung gingen zwei Töchter hervor:
- Laure Madeleine Thérèse Marie (1924–1979) ⚭ 1946 Bertrand de La Haye-Jousselin (1920–1995)
- Nathalie Valentine Marie (1927–2004) ⚭ 1949–1972 Alessandro Mario Perrone (1920–1980)

Kurz nach der Hochzeit beauftragte Charles de Noailles den Architekten Robert Mallet-Stevens mit dem Bau der Villa Noailles im südfranzösischen Hyères. Hier luden sie Künstler und Musiker nach Hyères ein und verbrachten mit ihnen die Ferien. Ihre Wohnung in Paris wurde von Jean-Michel Franck gestaltet. Anfang der 1930er Jahre war Marie-Laure de Noailles als exzentrische Kunstsammlerin und -förderin, vor allem auf dem Gebiet des Kubismus und Surrealismus, bekannt. So finanzierte sie 1930 gemeinsam mit ihrem Mann den Skandalfilm L'Âge d'Or von Salvador Dalí und Luis Buñuel, der in der Villa Noailles seine Uraufführung hatte, bevor er nach der ersten öffentlichen Präsentation ein Aufführungsverbot erhielt (1981 aufgehoben). Die zunehmende Verfolgung jüdischer Künstler war ihr bewusst. 
Ab dem 25. August 1939 führte sie ein vorsichtig formuliertes Tagebuch, das 1949 endet. Am 21. November 1940 verunfallte de Noailles und ihr Begleiter, der Musiker Georges Auric, in einem Auto, als sie nach einem Nachtclubbesuch als Fahrgäste eines deutschen Besatzungsoffiziers unterwegs waren. Die Umstände des nicht weiter geklärten Unglücks um 2 Uhr in der Nacht und unter Alkoholeinfluss schildert die Unterhaltungsschriftstellerin Lise Deharme (eigentlich Lise Meyer) in ihren Memoiren. Sie musste sich die Nase operieren lassen. Cocteau, dem de Noailles den Fauxpas anlastete, verbreitete darauf, ihre Nase sei danach „arisch“ nicht mehr „jüdisch“ gewesen. Eine amerikanische Journalistin, die über den Unfall berichtete, eine gewisse Janet Flanner, schlug argumentativ in dieselbe Kerbe.  
Abgesehen davon waren ihre Begegnungen mit der Vichy- und Nazi-Prominenz und ihren kulturellen Apologeten eher zufällig (darunter vermutlich auch Ernst Jünger) oder ergaben sich aus dem gesellschaftlichen Zusammenhang, etwa bei den Privatveranstaltungen des schwerreichen Carlos de Beistegui. So sah Marie-Laure de Noailles sich auf Drängen von Jean Cocteau verpflichtet, den NS-Bildhauer Arno Breker in ihr Stadtpalais einzuladen. In der weiteren Kriegszeit lebte das Ehepaar mit den Kindern in England bei ihrer Freundin Consuelo Vanderbilt. Nach dem Krieg setzte Marie-Laure de Noailles ihre Tätigkeit als Mäzenin in Paris und in Hyères fort und konzentrierte sich zugleich auf ihre Malerei, die sie seit 1948 jährlich in Pariser Galerien ausstellte.

## Verwandtschaft
- Noailles war die Ur-ur-ur-Enkelin des Marquis de Sade (1740–1814)
- Ihre Stiefschwester, Jacqueline de Croisset, heiratete 1971 den US-amerikanischen Schauspieler Yul Brynner. Nach zehn Ehejahren und zwei gemeinsamen Adoptivkindern wurde die Ehe geschieden.
- Ihr Neffe, Philippe Lannes de Montebello (1936–2008), war Direktor des Metropolitan Museum of Art in New York City.